# Shuiche, Hunan
Shuiche är en ort i Kina. Den ligger i provinsen Hunan, i den södra delen av landet, omkring 200 kilometer väster om provinshuvudstaden Changsha.
Runt Shuiche är det tätbefolkat, med 369 invånare per kvadratkilometer. Närmaste större samhälle är Yatian, 10,6 km söder om Shuiche. I omgivningarna runt Shuiche växer i huvudsak blandskog.
Genomsnittlig årsnederbörd är 1 658 millimeter. Den regnigaste månaden är maj, med i genomsnitt 257 mm nederbörd, och den torraste är december, med 55 mm nederbörd.